# Marvin Klass
Marvin Klass (* 12. November 1988 in Offenburg) ist ein deutscher Volleyball- und Beachvolleyballspieler.

## Beachvolleyball
In der Saison 2006 spielte Marvin Klass zusammen mit Lukas Lampe. Bei der U19-Weltmeisterschaft 2006 nahm er mit Jonathan Erdmann teil und gewann die Goldmedaille. In der Saison 2007 trat Klass meist gemeinsam mit Max Lake und 2008 mit Axel Ziethe an. Von 2009 bis 2011 war Tim Wacker sein Standardpartner, mit dem er 2010 mit Platz fünf bei den deutschen Meisterschaften seinen bisher größten Erfolg im nicht altersbeschränkten Beachvolleyball verbuchen konnte. 2012 trat Marvin Klass zunächst mit Stefan Uhmann und später mit Toni Hellmuth an. 2014 war Stefan Köhler sein Partner.

## Hallenvolleyball
In der Hallensaison spielte Klass bis 2007 in der 1. Männermannschaft des Volleyballclubs Offenburg. Anschließend wechselte er zum Zweitbundesligisten TV Bühl, mit dem er in der Saison 2008/09 in die 1. Liga aufstieg. Danach wechselte er zum Bundesligisten TV Rottenburg. Im Jahr 2012 wechselte Marvin Klass zum frisch in die 2. Bundesliga aufgestiegenen Regionalligameister SV Fellbach. In der Saison 2014/15 konnte die 2. Mannschaft des SV Fellbach, angeführt von Kapitän Marvin Klass, die Meisterschaft in der 2. Bundesliga für sich entscheiden. Diesen Erfolg konnten sie als erste Mannschaft in der Geschichte in der Saison 2015/16 verteidigen. In beiden Fällen musste der Verein aufgrund finanzieller Angelegenheiten auf den Aufstieg in die 1. Bundesliga verzichten.

## Erfolge

### Beachvolleyball
- 2005 – 5. Platz bei der U18-EM (Ukraine)
- 2006 – 1. Platz bei der U19-WM (Bermudas)
- 2007 – Deutscher Meister U20
- 2007 – 5. Platz bei der U20-EM
- 2008 – 9. Platz bei der U21-WM (England)
- 2009 – 5. Platz Smart Beach Cup auf Usedom
- 2010 – 2. Platz Smart Beach Cup Leipzig
- 2010 – 5. Platz bei den deutschen Meisterschaften in Timmendorf[3]

### Hallenvolleyball
- 2009 Meister der 2. Bundesliga Süd mit dem TV Bühl
- 2010 DVV-Pokalhalbfinale und fünfter Platz in der 1. Bundesliga mit dem TV Rottenburg, Siebter in Annahmestatistik